# ذيل

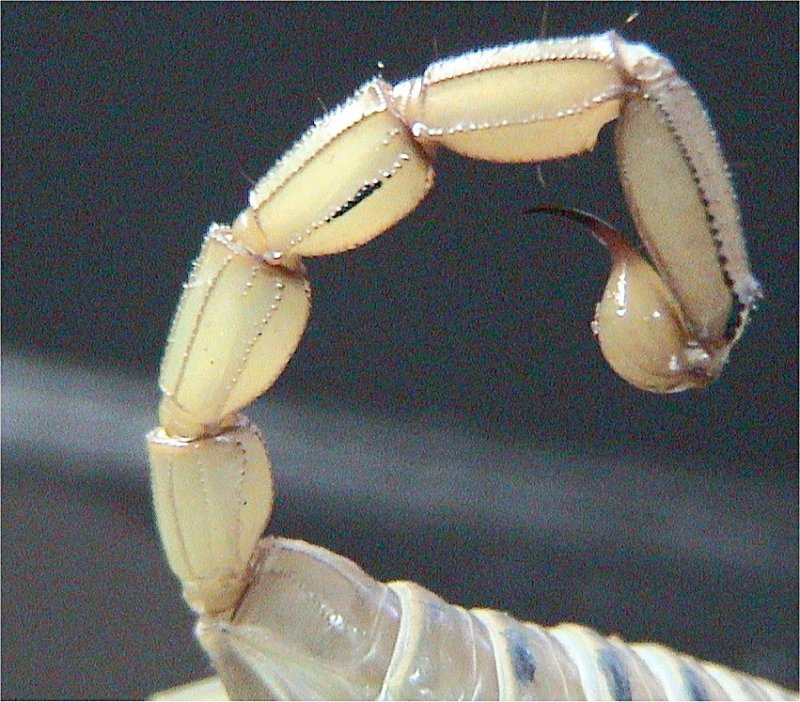
ذيل العقرب

الذيل يتواجد في نهاية مؤخرة الحيوانات من الثدييات والسحالي والعقارب وغيرها.

## معرض صور

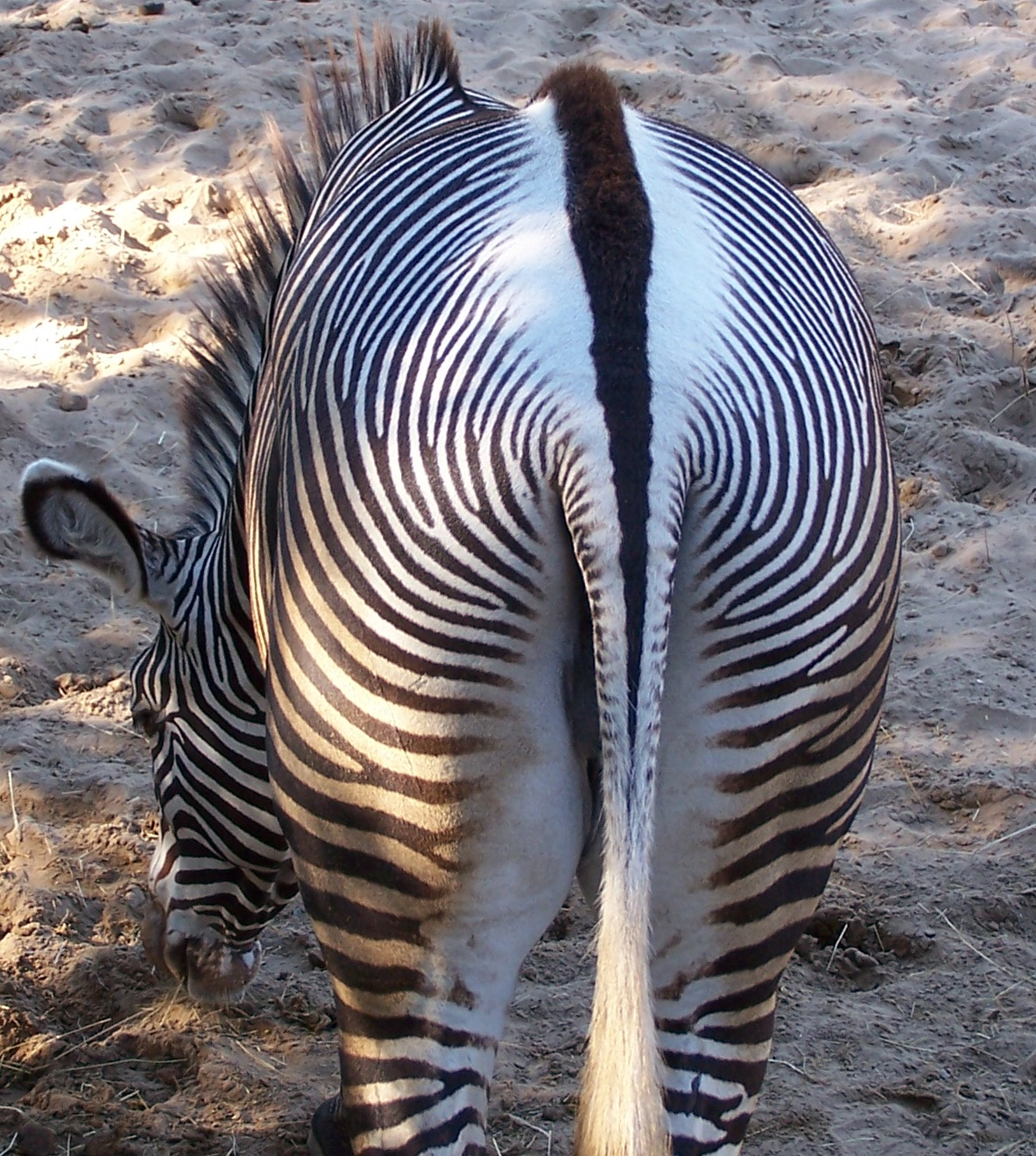
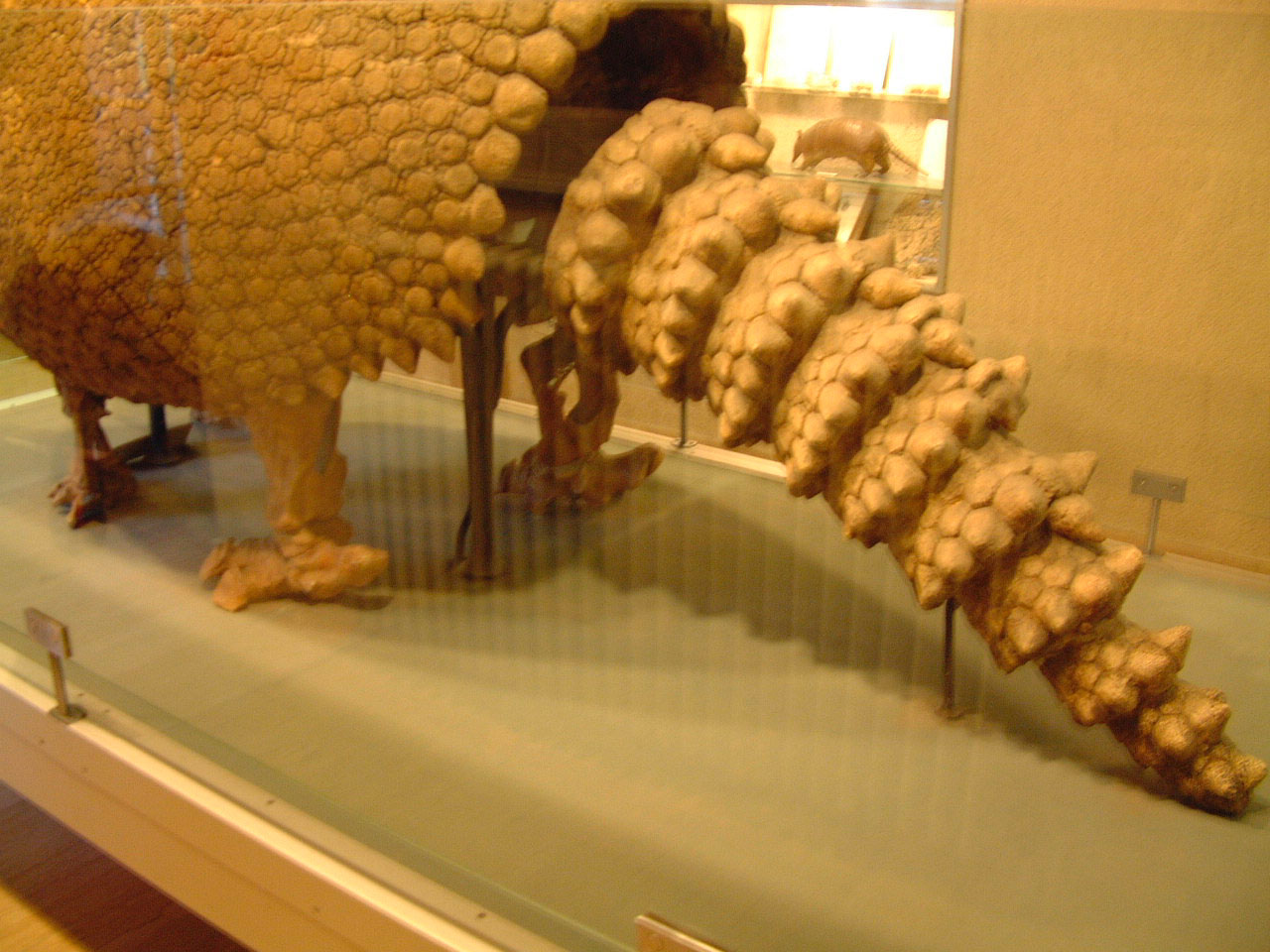
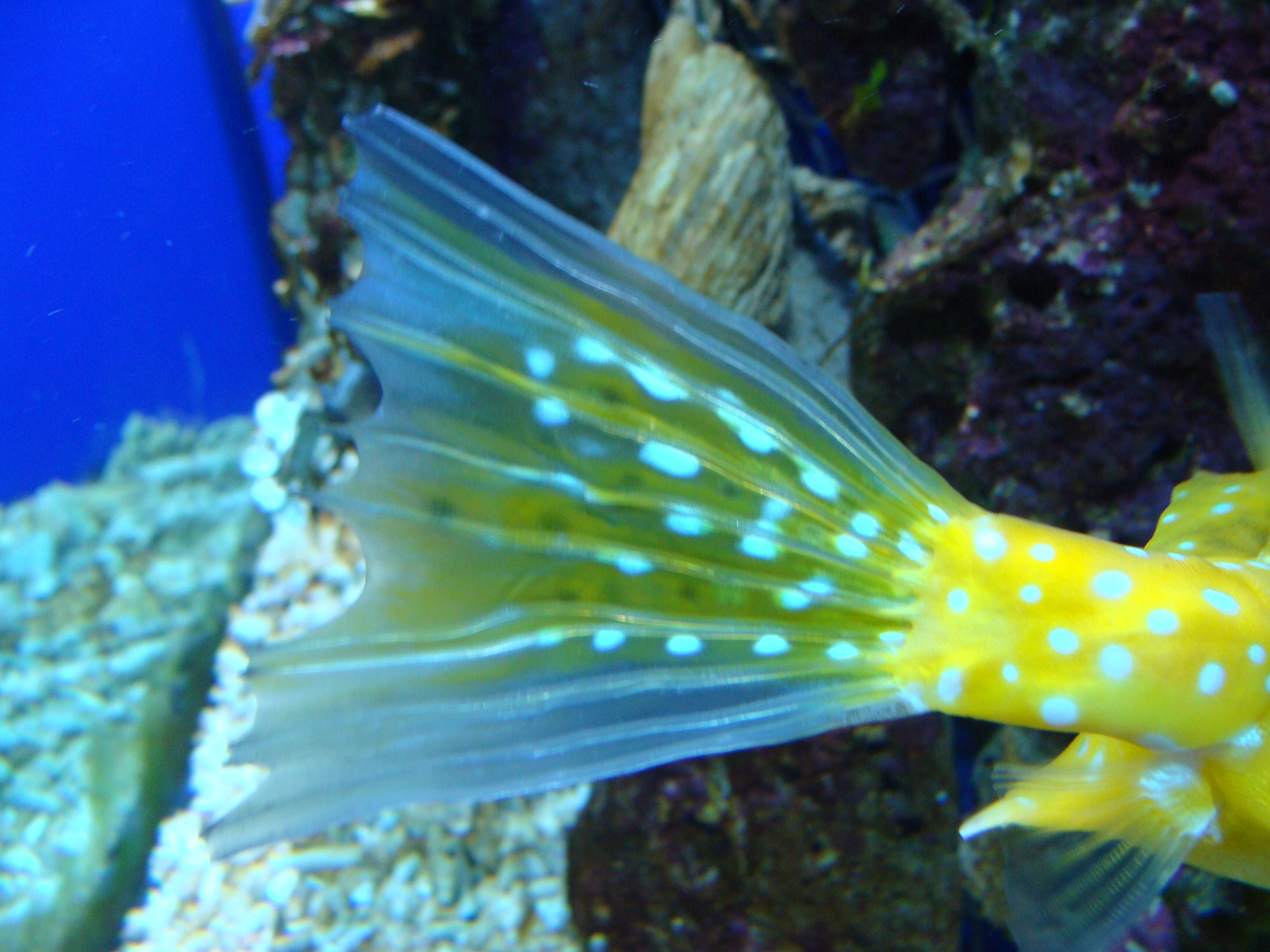
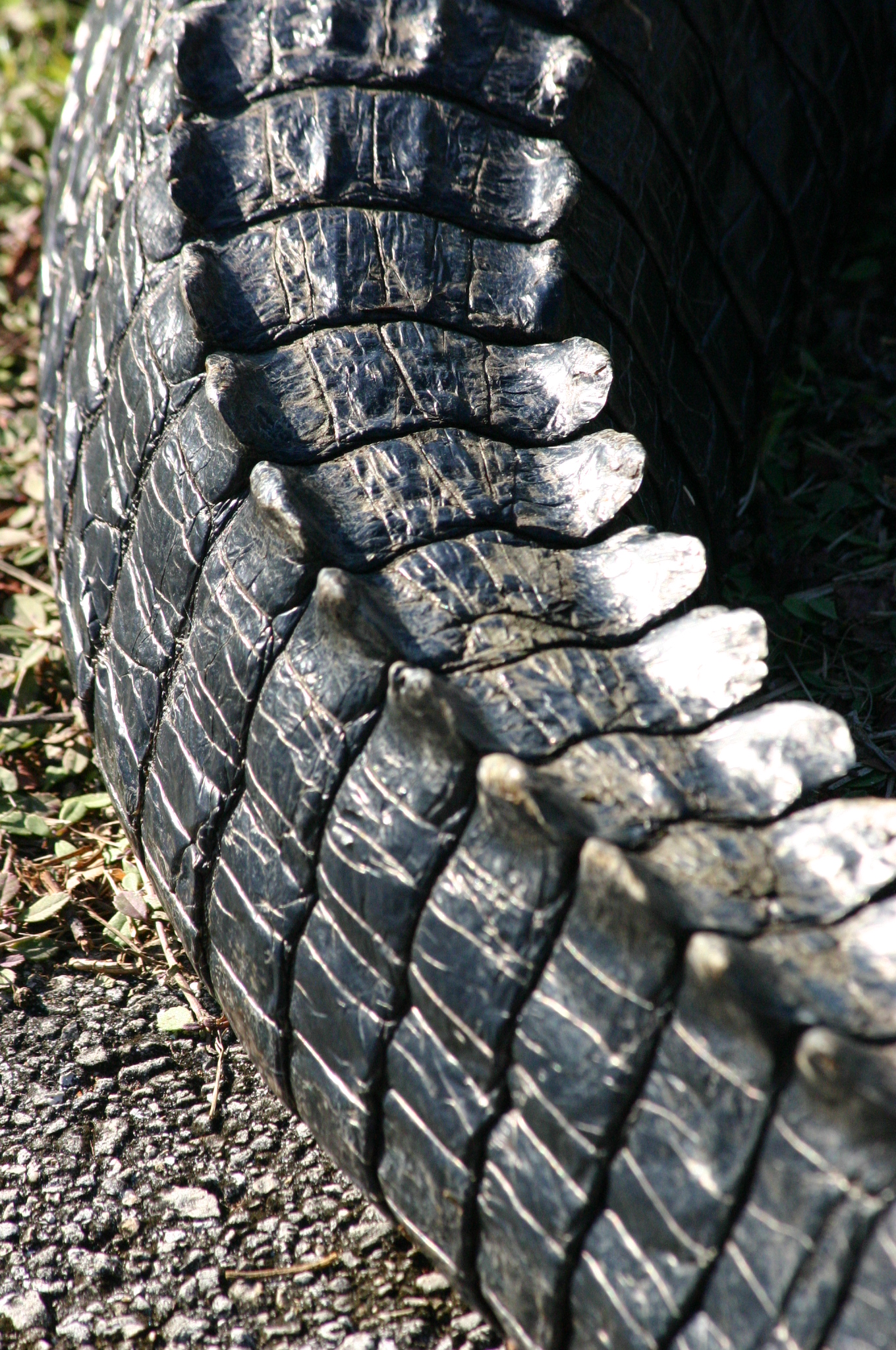
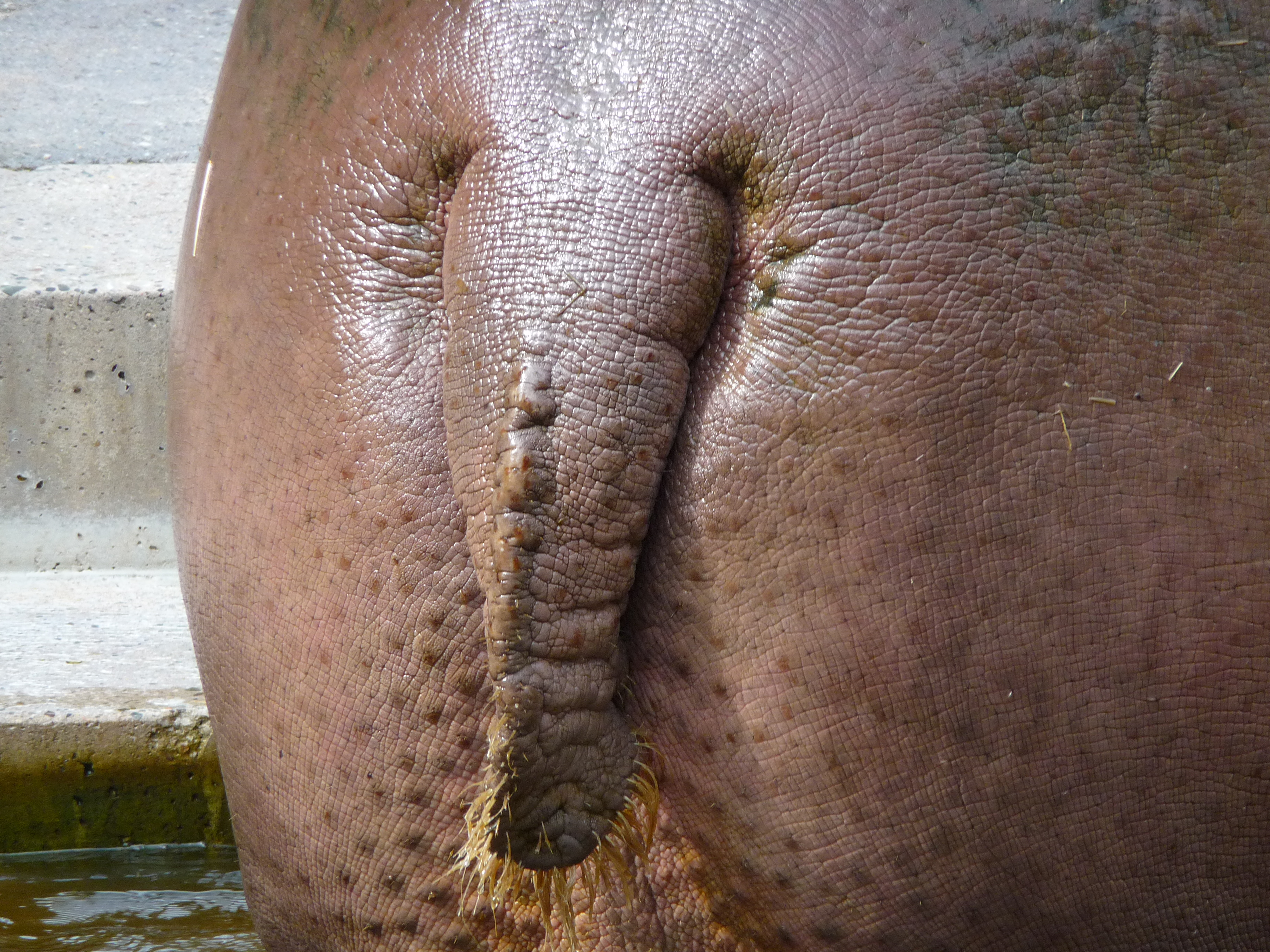
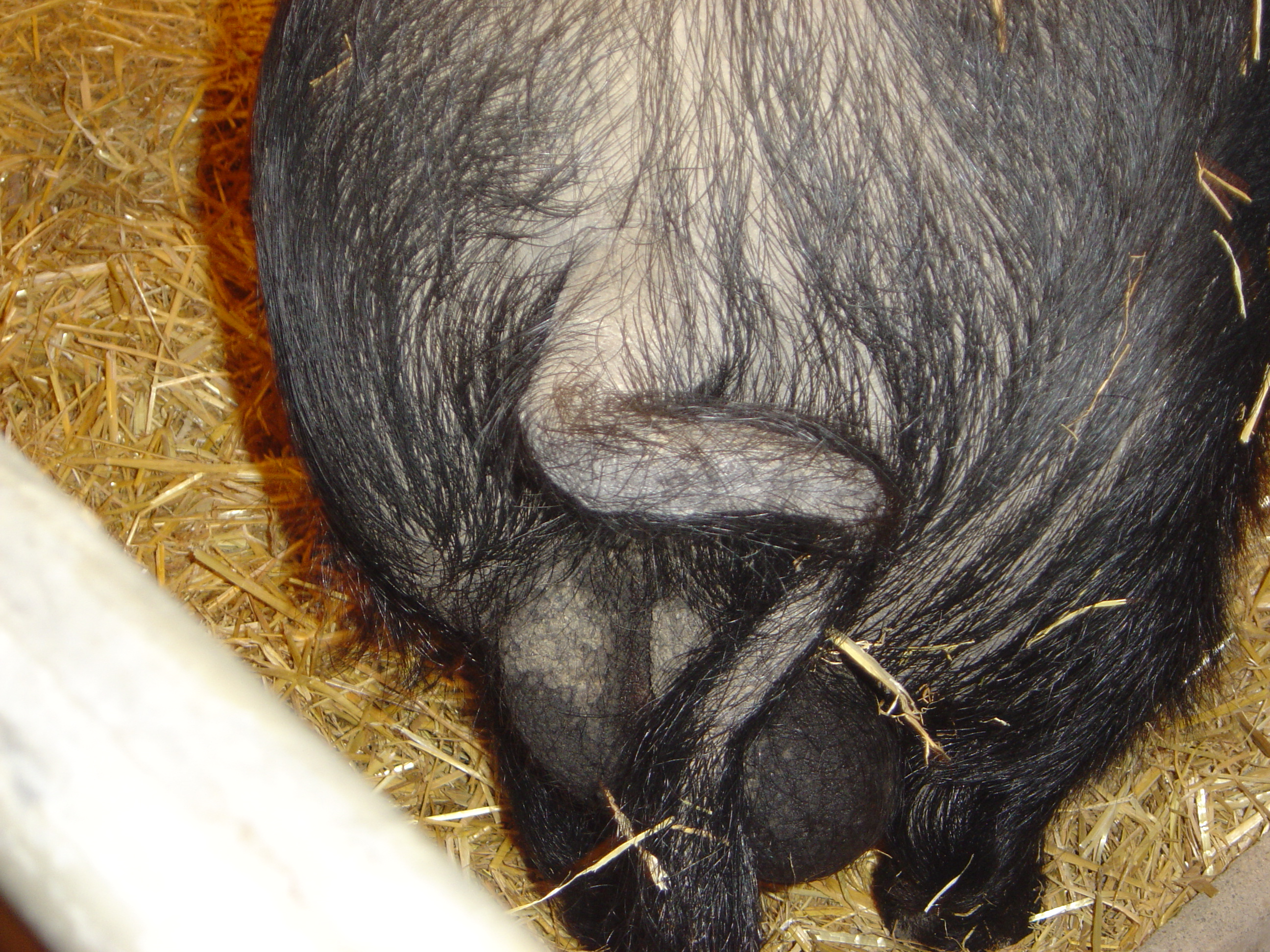